# Anthurium macphersonii
Anthurium macphersonii là một loài thực vật có hoa trong họ Ráy (Araceae). Loài này được Croat & Oberle mô tả khoa học đầu tiên năm 2004.